# André Preto
André Matos Dias Pereira (Guimarães, 18 april 1993) is een Portugees voetbaldoelman. Sinds 2014 speelt hij in de Indian Super League bij Mumbai City FC.

## Carrière

### Clubcarrière
Preto begon zijn carrière bij Vitória Guimarães maar kwam tot slechts één optreden in de hoofdmacht. Na negen wedstrijden te hebben gespeelde in het tweede elftal vertrok hij in 2014 naar Mumbai City FC. Op 10 december 2014 mocht hij in de wedstrijd tegen NorthEast United FC na rust invallen voor Subrata Pal.

### Interlandcarrière
Preto speelde interlands voor alle Portugese jeugdelftallen, met uitzondering van het onder 21-team.

## Statistieken
| Seizoen         | Club                |                   | Competitie          | Competitie | Competitie | Beker | Beker | Internationaal | Internationaal | Totaal | Totaal |
| Seizoen         | Club                | Wed.              | Competitie          | Dlp.       | Wed.       | Dlp.  | Wed.  | Dlp.           | Wed.           | Dlp.   |        |
| --------------- | ------------------- | ----------------- | ------------------- | ---------- | ---------- | ----- | ----- | -------------- | -------------- | ------ | ------ |
| 2012/13         | Vitória Guimarães   | Vlag van Portugal | Primeira Liga       | 1          | 0          | 0     | 0     | –              | –              | 1      | 0      |
| 2012/13         | Vitória Guimarães B | Vlag van Portugal | Segunda Liga        | 1          | 0          | 0     | 0     | –              | –              | 1      | 0      |
| 2013/14         | Vitória Guimarães B | Vlag van Portugal | Campeonato Nacional | 5          | 0          | 0     | 0     | –              | –              | 5      | 0      |
| 2014            | Mumbai City FC      | Vlag van India    | ISL                 | 1          | 0          | 0     | 0     | –              | –              | 1      | 0      |
| Carrière totaal | Carrière totaal     | Carrière totaal   | Carrière totaal     | 8          | 0          | 0     | 0     | –              | –              | 8      | 0      |

Bijgewerkt t/m 17 maart 2015